# Ove Funch-Espersen
Ove Funch-Espersen (født 10. januar 1883 i Rønne, død 8. juni 1964 i København) var en bornholmsk arkitekt, der tegnede Allingebanens bygninger og mange andre bygninger på Bornholm i starten af 1900-tallet. Han arbejdede inden for nybarokken og Bedre Byggeskik.

## Karriere
Han var født i Rønne som søn af bygmester Esper Peter Espersen, der i 1889 opførte "Treetagen", senere Apotekergården, dengang den største bygning på Torvet i Rønne. Moderen var Jørgine Mathea Hansen, adopteret Funch.
Ove Funch-Espersen tog præliminæreksamen 1898 og blev uddannet som murer i 1903, formentlig i faderens virksomhed, tog samme år eksamen fra Det tekniske Selskabs Skole i København og uddannede sig 1903-1909 på Kunstakademiet i København. Han var ansat Hos Emil Jørgensen 1904-08 og konduktør ved opførelsen af flere kommuneskoler i Københavns Kommune 1908-12. 
Funch-Espersen modtog K.A. Larssens og Hustru L.M. Larssens født Thodbergs Legat 1909 og 1912 og anvendte midlerne på studierejser til Italien, Frankrig og England (3 mdr.) 1908; smst. 1912. Han kom senere atter til Frankrig og England 1920; til Italien, Frankrig, England 1921; Tyskland 1922 og igen til Frankrig og England (3 mdr.) 1923. 
Efter årene i København kom han tilbage til Bornholm i 1912, hvor Allingebanen var ved at blive projekteret. Banens tegnestue havde udarbejdet tegninger til stationerne, men efter at professorerne Martin Nyrop og Anton Rosen og arkitekt Ulrik Plesner havde grebet ind, valgte 
anlægsbestyrelsen Ove Funch-Espersens tegninger. Bygningerne stod færdige i efteråret 1912.
Han var vurderingsmand for Stats-Brandforsikringsfonden. 
Han ægtede 5. oktober 1910 i København Helga Theresia Cederholm (4. september 1886 smst. – ?), datter af cigarmager Gustav Cederholm og Mathilde Christiansson. 

## Værker

### Allingebanen
- Stationerne Nyker, Klemensker, Helligdommen (senere Rø), Tejn, Allinge og Hammershus (senere Sandvig) med varehuse og inventar
- Trinbræt-pavillonerne Blykobbe, Mæby, Humledal og Sandkås (alle 1912-13)
- Hovedkontor for De Bornholmske Jernbaner, Rønne (1913)

### Andre
- Ombygning af Afholdshotellet, Østergade, Rønne (1910)
- Pavillon Skovhuset, Korsør (1911-12, 2. præmie)
- Sejersgård ved Rønne (1911)
- Højskolehjemmet i Nexø (1912)
- Pavillonen Bangs Have, Maribo (1912, 1. præmie)
- Lodsbygningen på Rønne Havn 1912-13
- Zionskirken i Østergade i Rønne (1917-18)
- Kommuneskolen på Pingels Allé i Rønne (1920)
- De gamles Hjem i Rønne (1920)
- Sparekassebygningen i Allinge (1926, 1. præmie)
- Udvidelse af Rønne Amtssygehus, Rønne (1930-35)
- Sygehus i Åkirkeby (1930-35)
- Sygehus i Allinge (1930-35)
- Rønne Vandtårn (1935-37)
- Ombygning af biografteater, Torvet, Hillerød (1937)
- Ombygning af havnekontoret, Rønne (1939)
- Sygehuse, hoteller, gårde, villaer, flere ombygninger m.m.

### Konkurrencer
- Bygning for Københavns Belysningsvæsen, København (1909, 2. præmie, s.m. Axel Pedersen)
- Pavillon Skovhuset, Korsør (1911-12, 2. præmie)
- Pavillonen Bangs Have, Maribo (1912, 1. præmie)
- Arbejderhjemmet Fredenshus, Øster Allé, København (1913, præmieret)
- Østifternes Kreditforenings hus, København (1913, 3. præmie)
- Teknologisk Institut, København (1915, 1. præmie)
- Omlægning af Frederiksberg Allé (1915, 3. præmie)
- Sparekassebygningen i Allinge (1926, 1. præmie)
- Ccentralskole, Greve Kommune (1939, 2. præmie, s.m. Ludvig Jensen)

## Udstillinger
- Charlottenborg Forårsudstilling 1914
- London 1925
- Danish National Exhibition, Brooklyn Museum, New York 1927

## Eksterne kilder og henvisninger
- Ove Funch-Espersen på Kunstindeks Danmark/Weilbachs Kunstnerleksikon
- Ann Vibeke Knudsen: DBJ – Historien om Jernbanerne på Bornholm, Bornholms Museum 2007, s. 294-305.